# Stuiver
A stuiver (holl [ˈstœyfər]; ném Stüber vagy Stüver; ang stiver [ˈstaɪvə]; lux Steiwer) egy 16 penning értékű történelmi pénzegység, melyet a Németalföldön, majd Hollandiában vertek és a napóleoni háborúkig a leggyakrabban használt aprópénz volt. A pénz neve a holland stuiben ’szikrát vet’ szóból származik, ami onnan ered, hogy a flandriai garasok burgundiai utánzatán tűzkő, az Aranygyapjas rend egyik szimbóluma szerepelt. A különböző németalföldi tartományokban vert stuiverek értéke a XVI. századig nem volt egységes: a gelderlandi stuiver 3/4-ét, a Liège-i csak negyedét érte a brabantinak. A tartományok függetlenedése után egy dukaton 60, egy rijksdaalder 50, egy gulden 20, egy schelling 6 stuivert ért egységesen; egy stuiver pedig eleinte 4, a XVII-XVIII. századtól pedig 8 duitra oszlott. A stuiverek a németalföldi gazdaság hatására hamar elterjedtek a szomszédos német tartományokban is, melyeket Stüber néven több tartományban utánozni kezdtek (Kelet-Frízföld, Vesztfália és a Rajna-vidék). Az első kelet-frízföldi Stübereket 1561-ben verték, eleinte 24 darab ért egy aranyforintot, később 30. Az északi Rajna-vidéken a XVII. században indult meg a Stüberek verése.
A decimalizáció után stuiver lett a beceneve a holland ötcentesnek (a forint váltópénze), majd az euró bevezetése után az öt eurócent értékű érmének is, mivel az nagyon hasonlított az előbbire. Egy időben vertek stuivereket Ceylon és Brit Guyana számára is.